# Tournoi de clôture du championnat du Honduras de football 2013
Navigation
Saison précédente Saison suivante
Le Tournoi Clausura 2013 est le trente-et-unième tournoi saisonnier disputé au Honduras.
C'est cependant la 62e fois que le titre de champion du Honduras est remis en jeu.
Lors de ce tournoi, le CD Olimpia va tenter de conserver son titre de champion du Honduras face aux neuf meilleurs clubs honduriens.
Chacun des dix clubs participant était confronté deux fois aux neuf autres équipes. Puis les six meilleures se sont affrontées lors d'une phase finale à la fin du tournoi.
Seulement une place est qualificative pour la Ligue des champions de la CONCACAF.

## Clubs participants
Ce tableau présente les dix équipes qualifiées pour disputer le championnat 2012-2013. On y trouve le nom des clubs, le nom des stades dans lesquels ils évoluent ainsi que la capacité et la localisation de ces derniers.
| \| Atlético Choloma CD Marathon Real España CD Motagua CD Olimpia Deportes Savio CD Victoria CD Vida CD Platense CD Real Sociedad \| Localisation des clubs. |
| Atlético Choloma CD Marathon Real España CD Motagua CD Olimpia Deportes Savio CD Victoria CD Vida CD Platense CD Real Sociedad                               |

| Club                  | Stade                               | Capacité | Ville               |
| Atlético Choloma (en) | Stade Rubén Deras                   | 5 000    | Choloma             |
| CD Marathon           | Stade Yankel Rosenthal              | 15 000   | San Pedro Sula      |
| CD Motagua            | Stade Tiburcio Carias Andino        | 35 000   | Tegucigalpa         |
| CD Olimpia            | Stade Tiburcio Carias Andino        | 35 000   | Tegucigalpa         |
| CD Platense           | Stade Excelsior                     | 10 000   | Puerto Cortés       |
| Real España           | Stade Francisco Morazán             | 20 000   | San Pedro Sula      |
| CD Real Sociedad (en) | Stade Francisco Martínez Durón (en) | 5 000    | Tocoa               |
| Deportes Savio        | Stade Sergio Antonio Reyes          | 3 000    | Santa Rosa de Copán |
| CD Victoria           | Stade Nilmo Edwards                 | 25 000   | La Ceiba            |
| CD Vida               | Stade Nilmo Edwards                 | 25 000   | La Ceiba            |

## Compétition
Le Tournoi Apertura se déroule de la même façon que les tournois saisonniers précédents :
- La phase de qualification : les dix-huit journées de championnat.
- La phase finale : les matchs aller-retour allant des quarts de finale à la finale.

### Phase de qualification
Lors de la phase de qualification les dix équipes affrontent à deux reprises les neuf autres équipes selon un calendrier tiré aléatoirement.
Les deux meilleures équipes sont qualifiées directement pour les demi-finale alors que les quatre suivantes se qualifient pour les quarts de finale.
Le classement est établi sur le barème de points classique (victoire à 3 points, match nul à 1, défaite à 0).
Le départage final se fait selon les critères suivants :
- Le nombre de points.
- La différence de buts générale.
- La différence de buts particulière.
- Le nombre de buts marqué.

#### Classement
| Rang | Équipe                  | Pts | J  | G | N  | P | Bp | Bc | Diff |
| ---- | ----------------------- | --- | -- | - | -- | - | -- | -- | ---- |
| 1    | CD Olimpia T            | 33  | 18 | 9 | 6  | 3 | 26 | 14 | +12  |
| 2    | CD Real Sociedad (en) P | 30  | 18 | 8 | 6  | 4 | 23 | 13 | +10  |
| 3    | CD Victoria             | 25  | 18 | 6 | 7  | 5 | 24 | 25 | -1   |
| 4    | CD Marathon             | 24  | 18 | 5 | 9  | 4 | 26 | 21 | +5   |
| 5    | CD Platense             | 24  | 18 | 7 | 3  | 8 | 21 | 24 | -3   |
| 6    | Deportes Savio          | 23  | 18 | 6 | 5  | 7 | 23 | 30 | -7   |
| 7    | CD Motagua              | 22  | 18 | 6 | 4  | 8 | 27 | 23 | +4   |
| 8    | Real España             | 22  | 18 | 5 | 7  | 6 | 18 | 22 | -4   |
| 9    | CD Vida                 | 19  | 18 | 4 | 7  | 7 | 17 | 29 | -12  |
| 10   | Atlético Choloma (en)   | 16  | 18 | 2 | 10 | 6 | 24 | 28 | -4   |

| Légende : Qualifications et relégations | Légende : Qualifications et relégations          |
| --------------------------------------- | ------------------------------------------------ |
|                                         | Qualifié pour les demi-finales                   |
|                                         | Qualifié pour les quarts de finale               |
|                                         | T Tenant du titre P Promu de la saison 2011-2012 |

#### Matchs
| Résultats (▼dom., ►ext.)                                   | Cho | Sav | Mar | Mot | Oli | Pla | Esp | Soc | Vic | Vid |
| Atlético Choloma (en)                                      |     | 3-1 | 0-0 | 0-3 | 2-2 | 1-1 | 2-2 | 1-1 | 3-3 | 4-1 |
| Deportes Savio                                             | 3-2 |     | 2-1 | 3-2 | 1-1 | 3-1 | 1-0 | 3-1 | 0-0 | 1-1 |
| CD Marathon                                                | 1-1 | 3-2 |     | 5-0 | 2-1 | 3-0 | 0-0 | 0-0 | 2-0 | 1-1 |
| CD Motagua                                                 | 1-0 | 6-0 | 1-1 |     | 2-3 | 2-1 | 0-0 | 0-1 | 1-1 | 3-0 |
| CD Olimpia                                                 | 2-1 | 1-1 | 3-0 | 1-0 |     | 2-0 | 3-0 | 0-0 | 0-1 | 0-0 |
| CD Platense                                                | 2-0 | 1-0 | 3-2 | 1-0 | 1-2 |     | 1-1 | 2-0 | 1-2 | 1-0 |
| Real España                                                | 2-1 | 1-0 | 1-1 | 2-1 | 2-1 | 1-1 |     | 1-0 | 1-2 | 1-1 |
| CD Real Sociedad (en)                                      | 1-1 | 3-0 | 1-1 | 2-0 | 1-1 | 0-1 | 2-0 |     | 2-0 | 3-0 |
| CD Victoria                                                | 0-0 | 1-1 | 2-0 | 2-2 | 0-1 | 3-2 | 4-3 | 2-3 |     | 1-3 |
| CD Vida                                                    | 2-2 | 2-1 | 3-3 | 0-3 | 0-2 | 2-1 | 1-0 | 0-2 | 0-0 |     |
| - Victoire à domicile - Match nul - Victoire à l'extérieur |     |     |     |     |     |     |     |     |     |     |

### Classement cumulatif
| Rang | Équipe                  | Pts | J  | G  | N  | P  | Bp | Bc | Diff |
| ---- | ----------------------- | --- | -- | -- | -- | -- | -- | -- | ---- |
| 1    | CD Olimpia C            | 72  | 36 | 20 | 12 | 4  | 58 | 24 | +34  |
| 2    | CD Victoria             | 56  | 36 | 14 | 14 | 8  | 46 | 37 | +9   |
| 3    | CD Motagua              | 48  | 36 | 12 | 12 | 12 | 48 | 38 | +10  |
| 4    | CD Real Sociedad (en) P | 47  | 36 | 12 | 11 | 13 | 36 | 34 | +2   |
| 5    | CD Marathon             | 47  | 36 | 11 | 14 | 11 | 47 | 47 | 0    |
| 6    | CD Platense             | 44  | 36 | 11 | 11 | 14 | 36 | 46 | -10  |
| 7    | Real España             | 43  | 36 | 10 | 13 | 13 | 39 | 44 | -5   |
| 8    | Deportes Savio          | 42  | 36 | 11 | 9  | 16 | 39 | 53 | -14  |
| 9    | CD Vida                 | 40  | 36 | 9  | 13 | 14 | 41 | 64 | -23  |
| 10   | Atlético Choloma (en)   | 38  | 36 | 7  | 17 | 12 | 53 | 56 | -3   |

| Légende : Qualifications et relégations | Légende : Qualifications et relégations                                   |
| --------------------------------------- | ------------------------------------------------------------------------- |
|                                         | Ligue des champions de la CONCACAF 2013-2014 (Phase de groupes)           |
|                                         | Relégué en Liga Nacional de Ascenso                                       |
|                                         | C Vainqueur des deux tournois de la saison P Promu de la saison 2011-2012 |

### La Phase Finale
Les six équipes qualifiées sont réparties dans le tableau final d'après leur classement général, le deuxième affrontant lors des demi-finales le vainqueur du quart opposant le quatrième au cinquième et le premier affrontant le vainqueur du quart opposant le troisième au sixième.
En cas d'égalité sur la somme des deux matchs, c'est la position au classement général qui départage les deux équipes, sauf pour la finale où des prolongations puis une séance de tirs au but ont éventuellement lieu.

#### Tableau
|  |                |                       |                       |               |               |     |   |            |            |            |            |            |     |   |        |        |        |        |        |  |  |
|  | 1/4 de finale  | 1/4 de finale         | 1/4 de finale         | 1/4 de finale | 1/4 de finale |     |   | 1/2 finale | 1/2 finale | 1/2 finale | 1/2 finale | 1/2 finale |     |   | Finale | Finale | Finale | Finale | Finale |  |  |
|  |                |                       |                       |               |               |     |   |            |            |            |            |            |     |   |        |        |        |        |        |  |  |
|  |                |                       |                       |               |               |     |   |            |            |            |            |            |     |   |        |        |        |        |        |  |  |
|  |                |                       |                       |               |               |     |   |            |            |            |            |            |     |   |        |        |        |        |        |  |  |
|  |                |                       |                       |               |               |     |   |            |            |            |            |            |     |   |        |        |        |        |        |  |  |
|  |                |                       |                       |               |               |     |   |            |            |            |            |            |     |   |        |        |        |        |        |  |  |
|  | CD Olimpia     | (1)                   | 0                     | 0             | 0             |     |   |            |            |            |            |            |     |   |        |        |        |        |        |  |  |
|  | CD Olimpia     | (1)                   | 0                     | 0             | 0             |     |   |            |            |            |            |            |     |   |        |        |        |        |        |  |  |
|  |                |                       | CD Platense           | (5)           | 0             | 0   | 0 |            |            |            |            |            |     |   |        |        |        |        |        |  |  |
|  | CD Marathon    | (4)                   | CD Platense           | (5)           | 0             | 0   | 0 | 1          | 1          |            |            |            |     |   |        |        |        |        |        |  |  |
|  | CD Marathon    | (4)                   |                       |               |               |     |   |            | 1          |            |            |            |     |   |        |        |        |        |        |  |  |
|  | CD Platense    | (5)                   | 1                     | 3             |               |     |   |            |            |            |            |            |     |   |        |        |        |        |        |  |  |
|  | CD Platense    | (5)                   | 1                     | 3             |               |     |   |            |            |            |            | CD Olimpia | (1) | 0 | 2      |        |        |        |        |  |  |
|  |                |                       |                       |               |               |     |   |            |            |            |            | CD Olimpia | (1) | 0 | 2      |        |        |        |        |  |  |
|  |                | CD Real Sociedad (en) | (2)                   | 1             | 0             |     |   |            |            |            |            |            |     |   |        |        |        |        |        |  |  |
|  | CD Victoria    | CD Real Sociedad (en) | (2)                   | 1             | 0             | (3) | 1 | 2          |            |            |            |            |     |   |        |        |        |        |        |  |  |
|  | CD Victoria    |                       |                       |               |               |     | 1 | 2          |            |            |            |            |     |   |        |        |        |        |        |  |  |
|  | Deportes Savio | (6)                   | 2                     | 0             |               |     |   |            |            |            |            |            |     |   |        |        |        |        |        |  |  |
|  | Deportes Savio | (6)                   | 2                     | 0             | CD Victoria   | (3) | 0 | 2          |            |            |            |            |     |   |        |        |        |        |        |  |  |
|  |                |                       |                       |               |               | (3) | 0 | 2          |            |            |            |            |     |   |        |        |        |        |        |  |  |
|  |                |                       | CD Real Sociedad (en) | (2)           | 3             | 2   |   |            |            |            |            |            |     |   |        |        |        |        |        |  |  |
|  |                |                       |                       |               |               | 2   |   |            |            |            |            |            |     |   |        |        |        |        |        |  |  |
|  |                |                       |                       |               |               |     |   |            |            |            |            |            |     |   |        |        |        |        |        |  |  |
|  |                |                       |                       |               |               |     |   |            |            |            |            |            |     |   |        |        |        |        |        |  |  |
|  |                |                       |                       |               |               |     |   |            |            |            |            |            |     |   |        |        |        |        |        |  |  |

#### Quarts de finale
| Club        | Aller | Retour | Club           | Commentaire |
| CD Marathon | 1-1   | 1-3    | CD Platense    |             |
| CD Victoria | 1-2   | 2-0    | Deportes Savio |             |

#### Demi-finales
| Club                  | Aller | Retour | Club        | Commentaire                             |
| CD Olimpia            | 0-0   | 0-0    | CD Platense | Qualifié grâce à un meilleur classement |
| CD Real Sociedad (en) | 3-0   | 2-2    | CD Victoria |                                         |

#### Finale
| Match aller | CD Real Sociedad (en) | 1:0   | CD Olimpia | Stade Francisco Martínez Durón (en) |                              |
| 12 mai 2013 | Diego Reyes 75e       | (0:0) |            | Arbitrage : Héctor Rodríguez        | Arbitrage : Héctor Rodríguez |
| 12 mai 2013 | Rapport               |       |            | Arbitrage : Héctor Rodríguez        | Arbitrage : Héctor Rodríguez |

| Match retour | CD Olimpia                           | 2:0   | CD Real Sociedad (en) | Stade Tiburcio Carías Andino |                            |
| 19 mai 2013  | Roger Rojas 6e · Brayan Beckeles 60e | (1:0) |                       | Arbitrage : Armando Castro   | Arbitrage : Armando Castro |
| 19 mai 2013  | Rapport                              |       |                       | Arbitrage : Armando Castro   | Arbitrage : Armando Castro |

## Bilan du tournoi
| Tournoi de clôture du championnat de football du Honduras 2013 |                        |
| Champion                                                       | CD Olimpia (27e titre) |
| Dauphin                                                        | CD Real Sociedad (en)  |
| Qualifications continentales                                   |                        |
| Ligue des champions 2013-2014 (Phase de groupes)               | CD Victoria            |
| Promotions et relégations                                      |                        |
| Promus en Liga Nacional de Fútbol                              | Parrillas One (en)     |
| Relégués en Liga Nacional de Ascenso                           | Atlético Choloma (en)  |

## Statistiques

### Buteurs
| Rang | Nom              | Équipe                | Buts |
| 1    | Rony Martínez    | CD Real Sociedad (en) | 12   |
| 2    | Javier Estupiñán | CD Platense           | 11   |
| 3    | Claudio Cardozo  | Real España           | 9    |
| 3    | Roger Rojas      | CD Olimpia            | 9    |
| 5    | Óscar Torlacoff  | Atlético Choloma (en) | 6    |
| 5    | Diego Reyes      | CD Real Sociedad (en) | 6    |
| 5    | Júnior Lacayo    | CD Victoria           | 6    |
| 8    | 5 joueurs        | 5 joueurs             | 5    |
| 13   | 7 joueurs        | 7 joueurs             | 4    |
| 20   | 8 joueurs        | 8 joueurs             | 3    |
| 28   | 23 joueurs       | 23 joueurs            | 2    |
| 51   | 54 joueurs       | 54 joueurs            | 1    |